# SiliVaccine
A SiliVaccine (hangul: 실리왁찐, ’károsodás elleni védőoltás’) egy észak-koreai fejlesztésű vírusirtó program. Fejlesztését 2002-ben kezdte meg a phenjani Kvangmjong (Kwangmyong) Információtechnológiai Intézet, ismert legfrissebb változata pedig a 4.0-s verzió, ami 2011-ben jelent meg.
A szoftvert saját elmondásuk szerint azért fejlesztették ki, mert az országba csempészett, túlnyomórészt K-popot és dél-koreai sorozatokat tartalmazó pendrive-okon „vírusok találhatóak, amelyek kárt tehetnek az észak-koreai emberek gépeiben”.